# إدارة النفايات المشعة عالية المستوى

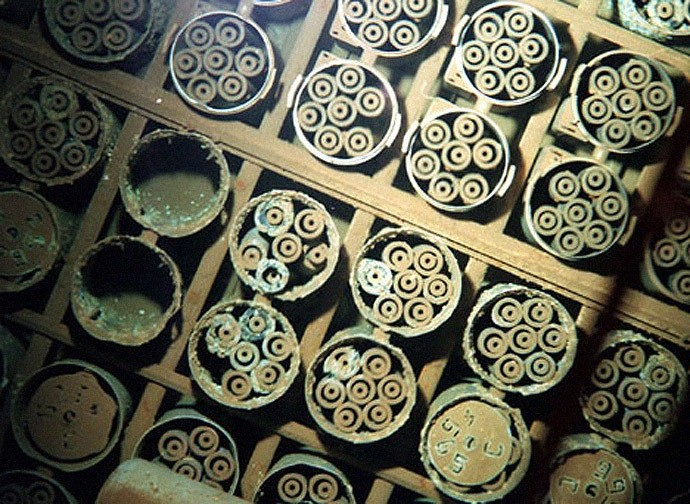
الوقود النووي المستنفد المخزن تحت الماء في موقع هانفورد

إدارة النفايات المشعة عالية المستوى تتعلق الإدارة بالنفايات المشعة بكيفية التعامل مع المواد المشعة الناتجة أثناء إنتاج الطاقة النووية والأسلحة النووية.
تتعلق إدارة النفايات المشعة عالية المستوى بكيفية التعامل مع المواد المشعّة الناتجة أثناء إنتاج الطاقة النووية والأسلحة النووية. تحتوي النفايات المشعة على مزيج من نويدات قصيرة العمر وطويلة العمر، إضافة إلى نويدات غير مشعة. يتحدث تقرير عن ما يقارب 47 ألف طن من النفايات النووية عالية المستوى المخزّنة في الولايات المتحدة الأمريكية في عام 2002.
عناصر ما بعد اليورانيوم الأكثر ضررًا في الوقود المستهلك هي النبتونيوم–237 (نصف عمر مليوني عام) والبلوتونيوم–239 (نصف عمر 24 ألف عام). نتيجة لذلك، تتطلب النفايات المشعة عالية المستوى معالجةً وإدارةً دقيقتين للنجاح في عزلهما عن المحيط الحيوي. عادةً ما يتطلب هذا معالجةً تليها إستراتيجية إدارة طويلة الأمد تشمل تخزينًا دائمًا للنفايات أو التخلص منها أو تحويلها إلى صيغة غير سامة. تلي قاعدة نصف العمر اضمحلال النشاط الإشعاعي، والتي تعني أن معدل الاضمحلال يتناسب عكسًا مع مدة الاضمحلال. بكلمات أخرى، سيكون إشعاع نظير طويل العمر مثل الأيودين–129 أقل شدة من إشعاع نظير قصير العمر مثل الأيودين–131.
تدرس الحكومات في جميع أنحاء العالم مجموعةً من خيارات إدارة النفايات والتخلص منها، وتحتوي عادةً مستودعات تخزين جيولوجية عميقة، على الرغم من تقدم محدود نحو تطبيق حلول على المدى البعيد لإدارة النفايات. يرجع هذا جزئيًا إلى أن الأطر الزمنية التي نواجهها عند التعامل مع النفايات المشعة تتراوح من 10 آلاف عام حتى مليون عام، بحسب دراسات عن تأثير الجرعات الإشعاعية المقدرة.
وبناء على ذلك، حدّد الفيزيائي والمهندس هانس آلفن شرطين لازمين لإدارة فعالة للنفايات المشعة عالية المستوى: (1) تشكلات جيولوجية دائمة و (2) مؤسسات بشرية دائمة على مدى مئات آلاف السنين. وكما يشير آلفين، لم تدُم أي حضارة بشرية معروفة لفترة طويلة، ولم يُكتشف أي تشكُّل جيولوجي بحجم مناسب لمستودع تخزين نفايات مشعة دائم وثابتًا لفترة طويلة من الزمن. ومع ذلك، قد يخلق تجنّب مواجهة المخاطر المتعلقة بإدارة النفايات المشعة أخطارًا موازيةً أكبر. إدارة النفايات المشعة هي مثال عن تحليل سياسات تتطلب حرصًا خاصًا على مخاوف أخلاقية دُرست في ضوء انعدام اليقين والمستقبل: اعتبارات لـ «تأثيرات الممارسة التكنولوجيا على أجيال المستقبل».
ثمة جدالات حول ما ينبغي أن يشكّل أساسًا علميًا وهندسيًا مقبولين للمضي قدمًا في استراتيجيات التخلص من المواد المشعة. هناك من حاجج، على أساس نماذج المحاكاة الجيوكيمائية المعقدة، بأن التخلي عن السيطرة على المواد المشعة للعمليات الجيوهيدرولوجية في إغلاق مستودع هو مخاطرة مقبولة. يؤكد هؤلاء أن «النظائر الطبيعية» تمنع الحركة تحت سطح الأرض للنويدات المشعة، الأمر الذي يجعل التخلص من النفايات النووية في التشكلات الجيولوجية المستقرة غير ضروري. إلا أن النماذج الحالية لهذه العمليات غير محددة تجريبيًا: بسبب الطبيعة تحت الأرضية لهذه العمليات في التشكلات الجيولوجية الصلبة، لم يتم التحقق من دقة نماذج محاكاة الحاسوب من خلال الملاحظة التجريبية، بالتأكيد ليس خلال فترات من الزمن تساوي نصف العمر المميت للنفايات المشعة عالية المستوى. من جهة أخرى، يصر البعض على ضرورة مستودعات التخزين الجيولوجية العميقة في التشكلات الجيولوجية المستقرة. تُظهر خطط الإدارة الوطنية في عدة بلدان مقاربات متنوعة من أجل حسم هذا الجدال.
يُشير الباحثون إلى ضرورة التفحص النقدي للتنبؤات حول الأضرار الصحية لفترات طويلة كهذه. تأخذ الدراسات العملية بعين الاعتبار حتى 100 عام فقط في ما يتعلق بالتخطيط الفعال وتقييمات التكلفة. يبقى السلوك بعيد المدى للنفايات المشعة موضوع أبحاث مستمرة. توصَف أدناه استراتيجيات الإدارة وخطط التنفيذ للعديد من الحكومات الوطنية التمثيلية.

## التخلص الجيولوجي
ذكر الفريق الدولي المعني بالمواد الانشطارية:
م: ن المقبول على نحو واسع أن الوقود النووي المستهلك وإعادة المعالجة عالية المستوى ونفايات البلوتونيوم تتطلب تخزينًا جيد التصميم لفترات تترواح بين عشرات آلاف السنين إلى مليون عام لتقليل انبعاثات النشاط الإشعاعي ضمن الطبيعة. والإجراءات الوقائية ضرورية لضمان عدم تحول البلاتينيوم أو اليورانيوم عالي التخصيب إلى أسلحة للاستعمال. هناك إجماع عام على أن وضع الوقود النووي المستهلك في المستودعات تحت سطح الأرض بمئات الأمتار سيكون أكثر أمانًا من التخزين العشوائي للوقود المستهلك على السطح.
تجري اليوم في العديد من البلدان عملية اختيار المستودعات الدائمة المناسبة للنفايات عالية المستوى والوقود المستهلك إذ يتوقع تجهيز المستودع الأول بعد فترة قصيرة من عام 2017. المفهوم الرئيسي هو تحديد موقع تشكُّل جيولوجي ضخم وثابت واستخدام تكنولوجيا التعدين لحفر نفق، أو آلات حفر أنفاق ضخمة (مماثلة لتلك المستخدمة لحفر نفق المانش من إنجلترا إلى فرنسا) لحفر فتحة تحت سطح الأرض بـ 500 إلى 1000 متر حيث تحفر الغرف أو الأقبية المحصنة للتخلص من النفايات المشعة عالية المستوى. الهدف هو عزل النفايات النووية بشكل دائم عن بيئة البشر. ومع ذلك ما يزال الكثير من البشر غير مرتاحين مع الإيقاف الفوري لتفويض نظام التخلص هذا، مشيرين إلى أن إدارة دائمة ومراقبة سيكونان خطوة أكثر حذرًا.
بسب امتلاك بعض الأصناف المشعة لأنصاف أعمار أطول من مليون عام، لا من بد من أخذ بالحسبان حتى تسرب الحاويات المنخفض جدًا ومعدلات انتقال النويدات المشعة. علاوة على ذلك، قد يقتضي الأمر أكثر من نصف عمر حتى تفقد بعض المواد النووية ما يكفي من النشاط الإشعاعي حتى تكفّ عن كونها مميتة للكائنات الحية. في عام 1983 وجدت مراجعة للبرنامج السويدي للتخلص من النفايات المشعة من قبل الأكاديمية الوطنية للعلوم أن تقدير البلاد للحاجة لمئات الآلاف من السنين –ربما يصل إلى مليون عام– لعزل النفايات «مبرر بصورة تامة».
تتخلص الوسيلة المقترحة للتخلص من النفايات الأرضية المندسة من النفايات النووية في منطقة الاندساس التي يتم الوصول إليها من الأرض، وبالتالي لا يحظرها الاتفاق الدولي. وُصفت هذه الوسيلة بأنها وسيلة فعالة للتخلص من النفايات المشعة، وبوصفها مثالًا عن تكنولوجيا متطورة للتخلص من النفايات النووية.
في الطبيعة، اكتُشف 16 مستودع تخزين في منجم أوكلو في الغابون حيث وقعت تفاعلات الانشطار النووي الطبيعي قبل 1.7 مليون عام. في هذه الفترة انتقلت المنتجات الانشطارية في هذه التشكلات أقل من 10 أقدام (3 أمتار)، ولو أن قلة الحركة قد تكون بسبب الاحتفاظ ببنية اليورانينيت أكثر من كونها بسبب عدم القابلية للانحلال والامتصاص من المياه الجوفية المتحركة، تُحفظ بلورات اليورانينيت بصورة أفضل هنا من تلك في قضبان الوقود المستهلك بسبب تفاعل نووي أقل كمالًا، فتصبح منتجات التفاعل أقل عرضة للاتصال لهجمات المياه الجوفية.

## مواد التخلص الجيولوجي
لحفظ النفايات المشعة عالية المستوى في مستودعات جيولوجية طويلة الأمد، ينبغي استخدام أشكال معينة تتيح للنشاط الإشعاعي التلاشي في حين تحتفظ بوحدتها لآلاف السنين. يُمكن تقسيم المواد المستخدمة إلى فئات: أنواع نفايات الزجاج وأنواع نفايات السيراميك والمواد المهيكلة نانويًا.
تتضمن أنواع الزجاج زجاج البوروسليك وزجاج الفوسفات. يُستخدم زجاج النفايات النووية البورسليكية في المجال الصناعي لتجميد النفايات النووية عالية المستوى في عدة بلدان منتجة للطاقة النووية أو تمتلك ترسانة نووية. تمتلك أنواع نفايات الزجاج أفضلية بكونها قادرة على استيعاب تشكيلة واسعة من مركبات تدفق النفايات، من السهل زيادتها في العمليات الصناعية، وهي مستقرة في وجه الاضطرابات الكيميائية والإشعاعية والحرارية. يعمل هذا الزجاج بربط العناصر الإشعاعية مع عناصر تشكيل الزجاج غير المشع.

## نبذة
تحتوي النفايات المشعة على مزيج من النيوكليدات قصيرة العمر وطويلة العمر وكذلك النويدات غير المشعة.
تم الإبلاغ عن وجود حوالي 47000 طن من النفايات النووية عالية المستوى المخزنة في الولايات المتحدة الأمريكية في عام 2002.
العناصر الأكثر إثارة للمشاكل في الوقود المستنفد هي النبتونيوم 237 حيث عمر النصف مليوني سنة والبلوتونيوم - 239 يكون عمر النصف 24000 سنة. وبالتالي تتطلب النفايات المشعة عالية المستوى معالجة متطورة وإدارتها لعزلها بنجاح عن المحيط الحيوي.
يستلزم هذا عادة المعالجة تليها إستراتيجية إدارة طويلة الأجل تتضمن تخزين دائم للنفايات أو التخلص منها أو تحويلها إلى شكل غير سام حيث يتبع التحلل الإشعاعي قاعدة نصف العمر مما يعني أن معدل الانحلال يتناسب عكسيا مع مدة التحلل. بمعنى آخر فإن الإشعاع الصادر من نظير طويل العمر مثل اليود 129 سيكون أقل شدة بكثير من نظير قصير العمر مثل اليود 131.

## الأهمية
تدرس الحكومات في جميع أنحاء العالم مجموعة من خيارات إدارة النفايات والتخلص منها والتي عادة ما تنطوي على وضع جيولوجي عميق على الرغم من أنه كان هناك تقدم محدود نحو تنفيذ حلول طويلة الأجل لإدارة النفايات ويرجع ذلك جزئيا إلى أن الأطر الزمنية المعنية عند التعامل مع النفايات المشعة تتراوح ما بين 10000 إلى ملايين السنين وفقا لدراسات تستند إلى تأثير جرعات الإشعاع المقدرة.

## الفعالية
حدد المهندس والفيزيائي هانز ألففين شرطين أساسيين للإدارة الفعالة للنفايات المشعة عالية المستوى وهما:
- التكوينات الجيولوجية المستقرة.
- المؤسسات البشرية المستقرة على مدى مئات الآلاف من السنين.[26]

كما يقول هانز ألففين لم تتعرض أي حضارة إنسانية معروفة لفترة طويلة ولم يتم حتى الآن اكتشاف تكوين جيولوجي ذي حجم مناسب لمستودع النفايات المشعة الدائم الذي ظل مستقرا لفترة طويلة.

## تحليلات
إن تجنب مواجهة المخاطر المرتبطة بإدارة النفايات المشعة قد يخلق مخاطر تعويضية ذات حجم أكبر وتعد إدارة النفايات المشعة مثالاً على تحليل السياسات التي تتطلب عناية خاصة للمخاوف الأخلاقية والتي يتم فحصها في ضوء حالة عدم اليقين والجدوى: النظر في «آثار الممارسات والتقنيات على الأجيال المقبلة».
هناك نقاش حول ما الذي يجب أن يشكل أساسا علميا وهندسيا مقبول للمضي قدما في استراتيجيات التخلص من النفايات المشعة. هناك من جادلوا على أساس نماذج المحاكاة الجيوكيميائية المعقدة بأن التخلي عن التحكم في المواد المشعة في العمليات الهيدروجيولوجية عند إغلاق المستودعات يمثل خطر مقبول.
حيث أن ما يسمى «نظائرها الطبيعية» تمنع الحركة الجوفية للنويدات المشعة مما يجعل التخلص من النفايات المشعة في التكوينات الجيولوجية المستقرة غير ضروري ومع ذلك فإن النماذج الحالية من هذه العمليات غير محددة تجريبيا بسبب الطبيعة الجوفية لهذه العمليات في التكوينات الجيولوجية الصلبة ولم يتم التحقق من دقة نماذج محاكاة الكمبيوتر من خلال الملاحظة التجريبية وبالتأكيد ليس على فترات زمنية مكافئة لـعمر النصف المميت من النفايات المشعة عالية المستوى. من ناحية أخرى يصر البعض على أن المستودعات الجيولوجية العميقة في التكوينات الجيولوجية المستقرة ضرورية وتعرض خطط الإدارة الوطنية لمختلف البلدان مجموعة متنوعة من الأساليب لحل هذا النقاش.